# Runes of Magic
Runes of Magic (с англ. — «Руны магии») — многопользовательская ролевая игра, разработанная тайваньской компанией Runewaker Entertainment. По прошествии открытого бета теста игра была запущена 19 марта 2009 года. Игра распространяется по модели free-to-play: абонентская плата за доступ к игре отсутствует, клиент распространяется бесплатно.
В России игру издаёт компания Belver, официальный релиз состоялся 18 сентября 2009. С февраля 2015 года вышел патч, который внёс изменения в настройки входа на сервер, таким образом, можно говорить, что компания Belver не является лицензионным издателем игры. Изменения затронули файл RuneDev.ini. 3 июня 2019 года русскоязычный сервер был закрыт.
Так же на русском сервере есть предметы, которые отсутствуют на оригинальных серверах, в том числе так называемый «эпик», который включает в себя предметы брони и бижутерии, добываемые исключительно игровым путём, требующие большого количества уникальных и редких ресурсов.

## Главы игры
В России крупные патчи, вносящие существенные изменения и дополнения в игру, называются «главами». В локализованной российской версии доступны 5 глав:
- Глава I — Восхождение повелителя демонов
- Глава II — Эльфийское пророчество
- Глава III — Древние царства
- Глава IV — Земли отчаяния
- Глава V — Пламя Темногорнцев
- После V Главы рассказывается история мира Табореи

## Игровой процесс
В начале игрового процесса игрок может выбрать один из десяти классов персонажей. Это воин, скаут, разбойник, маг, священник и рыцарь; два класса только расы эльфов — хранитель и друид; два класса только расы гномов — колдун и гладиатор.
Список возможных классов по расам:

1) Люди: воин, скаут, разбойник, маг, священник, рыцарь.

2) Эльфы: воин, скаут, разбойник, маг, друид, хранитель.

3) Гномы: воин, разбойник, маг, священник, колдун, гладиатор.

По достижении 10 уровня можно выбрать второй класс своего персонажа, а затем и третий (после получения 20 уровня основным и дополнительным классом появится сообщение о доступности взятия третьего класса). Это называется двойной (тройной) системой классов, и от умения ей пользоваться зависит успех игрока. (Например, если Ваш персонаж — воин/скаут/разбойник, то вы можете переключаться с воин/скаута на разбойника/воина и т. д., то есть одновременно всеми тремя классами играть нельзя).

## Классы персонажей
В игре присутствуют 3 расы: Люди, Эльфы и Гномы. При создании персонажа можно выбрать класс. По достижении 10-го уровня персонаж получает возможность взять дополнительный класс, а чуть позже и третий. Таким образом, в игре предусмотрено для каждой расы 120 комбинаций.
- Воин — «физический» класс игры. Владеют всеми видами оружия ближнего боя, могут носить любой вид брони, кроме лат (латы можно носить только после получения 40-го элитного навыка в связке воин/рыцарь). Класс ориентирован, прежде всего, на нанесение максимального физического урона противнику.
- Скаут — «физический» класс игры. Владеют дистанционным оружием, носят броню из сукна или кожи. Этот вид персонажей слаб в ближнем бою, поэтому им необходимо убить или ослабить противника на расстоянии.
- Разбойник — «физический» класс игры. Разбойник — один из самых быстрых классов персонажей. Недостаток физической силы разбойники компенсируют точностью и быстротой удара. Кроме того разбойники могут пользоваться метательным оружием.
- Маг — «магический» класс игры. Маги атакуют огнём и молниями, и наносят тяжёлый магический урон. С помощью колдовства они защищают себя и своих спутников, и увеличивают силы всего отряда.
- Священник — «магический» класс игры. Основная задача священника — лечение и оживление других игроков. Кроме того, священники обладают магией воды и наносят неплохой магический урон.
- Рыцарь — «физический» класс игры. Доступен только расе людей. Рыцари не обладают таким широким выбором оружия, как воины, и не могут наносить столь сильный физический урон. Однако они обладают хорошим телосложением и лучшей защитой (может носить латы), что позволяет им принимать удар от наиболее могущественных врагов.
- Хранитель — «физический» класс игры. Доступен только расе эльфов. Этот класс может носить кольчугу или латы, но только на 40 уровне обоих классом связки хранитель/воин с полученным 40 элитным скилом. Он способен нанести сильный физический урон в ближнем бою, а также и магический (стихией земли) урон. Отличительная способность класса — призыв помощников (Питомцев).
- Друид — «магический» класс игры. Друиды атакуют силой земли. Заклинания этой стихии довольно медлительны, однако имеют огромную эффективность. Они могут носить только «сукно». Основная задача друида, как и у священника — лечение и оживление других игроков, но он так же может наносить неплохой магический урон. Доступен только расе эльфов. Особенность друидов — обладание большим количеством регенерирующих заклинаний.
- Колдун(Warlock) — «магический» класс игры. Доступен только расе гномов. Волшебники атакуют Psy(Пси) энергией и тёмной магией. Носят исключительно тканные доспехи. Волшебники являются незаменимой поддержкой на поле боя, так как имеют в запасе не мало заклинаний, усиливающих их союзников или же снимающих с них проклятья.
- Гладиатор — «физический» класс игры. Доступен только расе гномов. Гладиаторы — тяжёлые, массивные танки, носят исключительно кольчугу и не боятся мощных ударов в корпус. Среди возможностей Гладиатора вы найдёте множество усиливающих его броню и атаку скилов. Гладиатору доступен один из интереснейших скилов, а именно, превращение в рунный щит, что усилит его броню во много раз.

## Типы серверов
В игре два типа серверов:
- PvP (игрок против игрока) — на серверах данного типа, начиная с 15 уровня, один игрок может напасть на другого. Победителю достанется «выпавший» из инвентаря побеждённого трофей. В России существует один такой сервер (Raido), открытый в начале открытого бета-теста.
- PvE (игрок против окружения) — на серверах данного типа бой между игроками также возможен, но только с согласия другого игрока. В России работают 2 сервера, один из них был открыт сразу в начале открытого теста (Kano), второй — Gebo.

## Подземелья
В игре присутствуют пещеры и шахты. В этих подземельях (специальных локациях) обитают опасные существа, при победе над которыми игроки получают ценные доспехи и ресурсы.

### Постоянные и случайные подземелья
Подземелья насыщены группами сильных монстров и боссов. Последние отличаются изрядной силой и высокой выживаемостью. Опознать их можно по отсутствию номера уровня и небольшой короне.

### Рейды
Для выполнения некоторых задач в подземельях даже самой сильной группы из шести человек может быть недостаточно. В этом случае нужно собирать рейд из большого количества игроков. Монстры и боссы в таких подземельях требуют особой подготовки, экипировки и слаженности действий.

### Подземелья PvP
Группы игроков могут сразиться друг с другом в специальных подземельях «игрок против игрока».
Осады — PvP мероприятия проходящие на серверах Belver в 20:00-21:00 по UTC+3 (мск) в специальной локации.

### Ворота в Подземелья
Есть подземелья, доступ в которые открывается в определённое время, либо для игроков с определённой репутацией или конкретной миссией.

## PvP
Режим «игрок против игрока» открыт для всех. Есть лишь несколько ограничений по выбору противника для схватки.
После того, как персонаж достиг определённого уровня опыта, он может получить статус киллера «PK» и участвовать в битвах «игрок против игрока» («PvP»). Здесь игроки могут продемонстрировать своё мастерство, сражаясь друг с другом индивидуально либо в составе группы или гильдии.
Персонажам необходимо достигнуть 15-го уровня и пройти вводное задание PvP / PK в Варанасе, прежде чем они смогут активировать свою метку PK и активно участвовать в сражениях.
Примечание: На сервере PvE («игрок против окружения») игра «игрок против игрока» возможна только в битвах один на один, если оба игрока отметили себя как PK.

### Репутация
«Только для PvP сервера»
Все персонажи изначально «нейтральные» (0 очков репутации), и чем больше они будут сражаться, тем более негативное отношение к себе они заработают. Через какое-то время агрессивные игроки могут получить такую дурную славу, что городские стражники станут атаковать, как только увидят их. Но можно и восстановить доброе имя персонажа, сражаясь только во имя добра. Если сражаться лишь с персонажами, имеющими негативную репутацию, можно улучшить свою репутацию и при определённом упорстве стать Героем.
Так же, нахождение в игре без схваток с другими игроками даёт персонажу 1 очко репутации за каждые 20 минут. Это правило не действует для специальных локаций и зон безопасности
Максимальная положительная репутация составляет 999.00 очков, минимальная −9999.99.

### Основные правила сражения «игрок против игрока»
1. Персонажей ниже уровня 15 нельзя атаковать, если они не отметили себя как «PK» («PvP»);
2. В специальных локациях и домах сражаться нельзя;
3. Игроки в группе не могут атаковать членов своей команды;
4. Патрульные бойцы будут убивать любых игроков с «красным именем» (персонажей с отрицательной репутацией) в поле зрения. Патрули есть во всех крупных городах;
5. Персонажи не будут терять снаряжение и предметы, если атакующий на 5 уровней выше атакуемого. Ко всему прочему, персонажи имеющие нейтральную репутацию также не теряют снаряжение;
6. Предметы, которые персонажи роняют, в случайном порядке выбираются из инвентаря — на теле и в рюкзаке. Предметы, полученные в Магазине, являются исключением и не падают при поражении в битве. Также можно привязать до 8 предметов, тем самым предотвратив их потерю. С 23.06.2015 на российских серверах количество предметов, которые можно защитить от потери, увеличено до 15.

### Осады
В данном мероприятии участвуют две гильдии, каждая из которых должна захватить замок своего врага за 1 час. В случае, если захватить замок другой гильдии не удалось, выигрывает та сторона, у которой захвачено больше всех кристаллов(на поле боя их всего 6). В этом мероприятии игроки могут использовать уникальные предметы, доступные только Осаде. После завершения боя игроки получают свою награду, которая зависит не только от того, выиграла ваша гильдия или нет, но от того, насколько вы были активны на ней.

## Рецензии
| Сводный рейтинг       | Сводный рейтинг |
| Агрегатор             | Оценка          |
| --------------------- | --------------- |
| GameRankings          | 69,45 %         |
| Metacritic            | 71 / 100        |
| MobyRank              | 76 / 100        |
| Иноязычные издания    |                 |
| Издание               | Оценка          |
| Eurogamer             | 6 / 10          |
| GameSpot              | 7,7 / 10        |
| GameTrailers          | 8,1 / 10        |
| IGN                   | 7,9 / 10        |
| PC Gamer (UK)         | 48 / 100        |
| Русскоязычные издания |                 |
| Издание               | Оценка          |
| Absolute Games        | 65 / 100        |
| StopGame.ru           | 3 / 4           |
| «Игромания»           | 6 / 10          |
| «Страна игр»          | 6 / 10          |
| Gameguru              | 82 / 100        |
| Bestgamer             | 6,9 / 10        |